# Mysorea
Mysorea is een geslacht van hooiwagens uit de familie Trionyxellidae.
De wetenschappelijke naam Mysorea is voor het eerst geldig gepubliceerd door Roewer in 1935. 

## Soorten
Mysorea omvat de volgende 2 soorten:
- Mysorea brevipus
- Mysorea thaiensis